# Englerina cordata
Englerina cordata är en tvåhjärtbladig växtart som beskrevs av R.M. Polhill & D. Wiens. Englerina cordata ingår i släktet Englerina och familjen Loranthaceae. Inga underarter finns listade i Catalogue of Life.